# Europese kampioenschappen veldlopen 2022
De 28e editie van de Europese kampioenschappen veldlopen vond plaats op 11 december 2022 in Venaria Reale, een plaats nabij de Italiaanse stad Turijn. Net zoals bij de vorige editie gingen de titels bij de senioren naar Jakob Ingebrigtsen en Karoline Bjerkeli Grøvdal.

## Uitslagen

### Mannen Senioren
| Plaats | Atleet               | Land                | Tijd (min.s) |
| ------ | -------------------- | ------------------- | ------------ |
|        | Jakob Ingebrigtsen   | Noorwegen           | 29.33        |
|        | Emile Cairess        | Verenigd Koninkrijk | 29.42        |
|        | Isaac Kimeli         | België              | 29.45        |
| 4      | Yemaneberhan Crippa  | Italië              | 29.47        |
| 5      | Filimon Abraham      | Duitsland           | 29.49        |
| 6      | Bastien Augusto      | Frankrijk           | 29.52        |
| 7      | Yann Schrub          | Frankrijk           | 29.52        |
| 8      | Yohanes Chiappinelli | Italië              | 30.03        |
| 9      | Mohamed Katir        | Spanje              | 30.06        |
| 10     | Abdessamad Oukhelfen | Spanje              | 30.08        |
| ..     |                      |                     |              |
| 14     | John Heymans         | België              | 30.21        |
| 19     | Michael Somers       | België              | 30.32        |
| 24     | Mike Foppen          | Nederland           | 30.44        |
| 35     | Robin Hendrix        | België              | 30.58        |
| 50     | Stan Niesten         | Nederland           | 31.37        |
| 54     | Filmon Tesfu         | Nederland           | 31.51        |
| 56     | Jurjen Polderman     | Nederland           | 31.54        |

| Plaats | Land                                                           | Punten           |
| ------ | -------------------------------------------------------------- | ---------------- |
|        | Frankrijk Bastien Augusto Yann Schrub Morhad Amdouni           | 6 + 7 + 11 = 24  |
|        | Italië Yemaneberhan Crippa Yohanes Chiappinelli Osama Zoghlami | 4 + 8 + 13 = 25  |
|        | Spanje Mohamed Katir Abdessamad Oukhelfen Carlos Mayo          | 9 + 10 + 17 = 36 |

### Vrouwen Senioren
| Plaats | Atleet                    | Land                | Tijd (min.s) |
| ------ | ------------------------- | ------------------- | ------------ |
|        | Karoline Bjerkeli Grøvdal | Noorwegen           | 26.25        |
|        | Konstanze Klosterhalfen   | Duitsland           | 26.29        |
|        | Alina Reh                 | Duitsland           | 27.19        |
| 4      | Hanna Klein               | Duitsland           | 27.19        |
| 5      | Selamawit Teferi          | Israël              | 27.20        |
| 6      | Miriam Dattke             | Duitsland           | 27.22        |
| 7      | Samrawit Mengsteab        | Zweden              | 27.27        |
| 8      | Jessica Warner-Judd       | Verenigd Koninkrijk | 27.27        |
| 9      | Abbie Donelly             | Verenigd Koninkrijk | 27.28        |
| 10     | Veerle Bakker             | Nederland           | 27.34        |
| ..     |                           |                     |              |
| 18     | Silke Jonkman             | Nederland           | 27.58        |
| 34     | Hanne Verbruggen          | België              | 28.46        |
| 35     | Lisa Rooms                | België              | 28.54        |
| 49     | Eline Dalemans            | België              | 29.25        |

| Plaats | Land                                                              | Punten            |
| ------ | ----------------------------------------------------------------- | ----------------- |
|        | Duitsland Konstanze Klosterhalfen Alina Reh Hanna Klein           | 2 + 3 + 4 = 9     |
|        | Verenigd Koninkrijk Jessica Warner-Judd Abbie Donnelly Poppy Tank | 8 + 9 + 13 = 30   |
|        | Ierland Eilish Flanagan Roisin Flanagan Mary Mulhare              | 11 + 12 + 27 = 50 |

### Senioren gemengd
Mixed relay 6,0 km (4 x 1500 m)
| Plaats | Land                                                                   | Tijd  |
| ------ | ---------------------------------------------------------------------- | ----- |
|        | Italië Pietro Arese Federica Del Buono Yassin Bouih Gaia Sabbatini     | 17.23 |
|        | Spanje Jesús Gómez Solange Pereira Adrián Ben Rosalía Tárraga          | 17.24 |
|        | Frankrijk Romain Mornet Charlotte Mouchet Azeddine Habz Anaïs Bourgoin | 17.31 |

### Mannen onder 23
| Plaats | Atleet                 | Land                | Tijd (min.s) |
| ------ | ---------------------- | ------------------- | ------------ |
|        | Charles Hicks          | Verenigd Koninkrijk | 23.40        |
|        | Zakariya Mahamed       | Verenigd Koninkrijk | 23.48        |
|        | Valentin Bresc         | Frankrijk           | 23.58        |
| 4      | Etienne Daguinos       | Frankrijk           | 24.04        |
| 5      | Efrem Gidey            | Ierland             | 24.05        |
| 6      | Adisu Guadia           | Israël              | 24.06        |
| 7      | Antoine Sénard         | Frankrijk           | 24.10        |
| 8      | Matthew Stonier        | Verenigd Koninkrijk | 24.11        |
| 9      | Keelan Kilrehill       | Ierland             | 24.13        |
| 10     | Magnus Tuv Myhre       | Noorwegen           | 24.14        |
| ..     |                        |                     |              |
| 20     | Tim Verbaandert        | Nederland           | 24.45        |
| 21     | Job IJtsma             | Nederland           | 24.45        |
| 23     | Yorick Van De Kerkhove | België              | 24.48        |
| 28     | Arnaud Collard         | België              | 24.54        |
| 29     | Rayan Vanderpoorten    | België              | 24.54        |
| 32     | Marco Vanderpoorten    | België              | 24.59        |
| 43     | Jesse Fokkenrood       | Nederland           | 25.10        |
| DNF    | Stan Schipperen        | Nederland           |              |

| Plaats | Land                                                               | Punten          |
| ------ | ------------------------------------------------------------------ | --------------- |
|        | Verenigd Koninkrijk Charles Hicks Zakariya Mahamed Matthew Stonier | 1 + 2 + 8 = 11  |
|        | Frankrijk Valentin Bresc Etienne Daguinos Antoine Sénard           | 3 + 4 + 7 = 14  |
|        | Ierland Efrem Gidey Keelan Kilrehill Shay Mcevoy                   | 5 + 9 + 15 = 29 |

### Vrouwen onder 23
| Plaats | Atleet             | Land                | Tijd (min.s) |
| ------ | ------------------ | ------------------- | ------------ |
|        | Nadia Battocletti  | Italië              | 19.55        |
|        | Megan Keith        | Verenigd Koninkrijk | 20.08        |
|        | Alexandra Millard  | Verenigd Koninkrijk | 20.27        |
| 4      | Amina Maatoug      | Nederland           | 20.33        |
| 5      | Grace Carson       | Verenigd Koninkrijk | 20.35        |
| 6      | Manon Trapp        | Frankrijk           | 20.42        |
| 7      | Carmen Riaño       | Spanje              | 20.43        |
| 8      | Nathalie Blomqvist | Finland             | 20.53        |
| 9      | Mariana Machado    | Portugal            | 20.56        |
| 10     | Andrea Romero      | Spanje              | 20.58        |
| ..     |                    |                     |              |
| 40     | Annelies Nijssen   | België              | 22.12        |
| 41     | Jana Van Lent      | België              | 22.19        |
| 44     | Juliette Thomas    | België              | 22.23        |
| 48     | Roxane Cleppe      | België              | 22.39        |

| Plaats | Land                                                           | Punten           |
| ------ | -------------------------------------------------------------- | ---------------- |
|        | Verenigd Koninkrijk Megan Keith Alexandra Millard Grace Carson | 2 + 3 + 5 = 10   |
|        | Italië Nadia Battocletti Aurora Bado Giovanna Selva            | 1 + 14 + 16 = 31 |
|        | Frankrijk Manon Trapp Floriane Quesada Flavie Renouard         | 6 + 15 + 17 = 38 |

### Mannen Junioren
| Plaats | Atleet                     | Land                | Tijd (min.s) |
| ------ | -------------------------- | ------------------- | ------------ |
|        | Will Barnicoat             | Verenigd Koninkrijk | 17.40        |
|        | Nicholas Griggs            | Ierland             | 17.41        |
|        | Dean Casey                 | Ierland             | 18.21        |
| 4      | Sam Mills                  | Verenigd Koninkrijk | 17.54        |
| 5      | Luke Birdseye              | Verenigd Koninkrijk | 17.56        |
| 6      | Jaime Migallon             | Spanje              | 18.06        |
| 7      | Esten Hauen                | Noorwegen           | 18.07        |
| 8      | Mario Monreal              | Spanje              | 18.09        |
| 9      | Edward Bird                | Verenigd Koninkrijk | 18.09        |
| 10     | İsmail Taşyürek            | Turkije             | 18.10        |
| ..     |                            |                     |              |
| 15     | Stefan Nillessen           | Nederland           | 18.15        |
| 17     | Noah Konteh                | België              | 18.21        |
| 31     | Mathis Lievens             | België              | 18.31        |
| 45     | Teun Ter Haar              | Nederland           | 18.47        |
| 49     | Juan Zijderlaan            | Nederland           | 18.50        |
| 50     | Simon Jeukenne             | België              | 18.50        |
| 76     | Vince Desalegn Van Winckel | België              | 19.36        |

| Plaats | Land                                                       | Punten          |
| ------ | ---------------------------------------------------------- | --------------- |
|        | Verenigd Koninkrijk Will Barnicoat Sam Mills Luke Birdseye | 1 + 4 + 5 = 10  |
|        | Ierland Nicholas Griggs Dean Casey Sean Mc Ginley          | 2 + 3 + 12 = 17 |
|        | Spanje Jaime Migallon Mario Monreal David Cantero          | 6 + 8 + 16 = 30 |

### Vrouwen Junioren
| Plaats | Atleet             | Land                | Tijd (min.s) |
| ------ | ------------------ | ------------------- | ------------ |
|        | María Forero       | Spanje              | 13.04        |
|        | Ingeborg Østgård   | Noorwegen           | 13.07        |
|        | Ilona Mononen      | Finland             | 13.08        |
| 4      | Innes Fitzgerald   | Verenigd Koninkrijk | 13.15        |
| 5      | Jane Buckley       | Ierland             | 13.22        |
| 6      | Kira Weis          | Duitsland           | 13.32        |
| 7      | Ayça Fidanoğlu     | Turkije             | 13.37        |
| 8      | Edibe Yağız        | Turkije             | 13.38        |
| 9      | Iraia Mendia       | Spanje              | 13.38        |
| 10     | Pelinsu Şahin      | Turkije             | 13.43        |
| ..     |                    |                     |              |
| 22     | Julie Voet         | België              | 13.51        |
| 26     | Marie Bilo         | België              | 14.00        |
| 65     | Dione Schipper     | Nederland           | 14.39        |
| 70     | Charlotte Penneman | België              | 14.53        |

| Plaats | Land                                             | Punten           |
| ------ | ------------------------------------------------ | ---------------- |
|        | Spanje Maria Forero Iraia Mendia Antía Castro    | 1 + 9 + 11 = 21  |
|        | Turkije Ayça Fidanoğlu Edibe Yağız Pelinsu Şahin | 7 + 8 + 10 = 25  |
|        | Duitsland Kira Weis Lisa Merkel Sofia Benfares   | 6 + 13 + 14 = 33 |